# Варшевич, Иосиф
Иосиф Варшевич (Józef Warszewicz; 1812—1866) — польский путешественник, ботаник и зоолог.

## Биография
Воспитывался в Вильне, учился в Виленском университете. В 1831 году после подавления польского восстания эмигрировал за границу. Проработав несколько лет в Ботаническом саду Берлина, в 1844году он отправился в научные экспедиции по Средней и Южной Америке. В 1850 году повторно совершил такое же путешествие. Эти поездки принесли большие результаты в научном отношении, — Иосиф Варшевич собрал множество неизвестных на то время растений, особенно из семейства Orchideae, а также открыл несколько новых видов животных. Возвратившись в Европу, Иосиф Варшевич принял место инспектора Ботанического сада в Кракове.
По имени этого человека названо несколько растений: таких как Варшевичелла — род орхидей, названный так Рейхенбахом и Варшевичия из семейства Rubiaceae — дерево Южной Америки, названное так Клотшем. Его имя носят популярные комнатные растения Каттлея Варшевича и Калатея Варшевича.